# Petrohrad
Petrohrad (tyska Petersburg) är en ort i Tjeckien.   Den ligger i regionen Ústí nad Labem, i den västra delen av landet, 70 km väster om huvudstaden Prag. Petrohrad ligger 367 meter över havet och antalet invånare är 678.
Terrängen runt Petrohrad är platt åt nordost, men åt sydväst är den kuperad. Runt Petrohrad är det ganska glesbefolkat, med 25 invånare per kvadratkilometer. Närmaste större samhälle är Kryry, 5,4 km norr om Petrohrad. I omgivningarna runt Petrohrad växer i huvudsak blandskog.